# Муджи
Му́джи или Энтони Пол Му-Янг (англ. Mooji, Anthony Paul Moo-Young; род. 29 января 1954, Ямайка) — гуру в традиции адвайта-веданта, ученик Пападжи, который, в свою очередь, был прямым учеником Рамана Махарши.

## Биография
Муджи (урождённый Энтони Пол Му-Янг) родился 29 января 1954 года в Порт-Антонио (Ямайка). В 1969 году после смерти отца эмигрировал в Великобританию, в Лондон, где в то время жила его мать. Самостоятельно освоил технику работы с керамикой, скульптуру, витражное искусство, некоторое время был уличным художником-портретистом в Лондонском «Вест Энде», затем зарабатывал живописью и изготовлением витражей, а также какое-то время преподавал живопись в Брикстонском Колледже.
В 1987 году Энтони Пол Му-Янг познакомился с христианским мистиком, совместная молитва с которым коренным образом изменила его мировосприятие. На него снизошло прямое переживание Божественного, и его сознание претерпело столь радикальное изменение, что многие друзья и знакомые перестали его узнавать. Вскоре Муджи оставил свою работу в Брикстонском Колледже, покинул дом и в течение 6 лет жил следуя спонтанному проявлению жизни и Божественной воли, пребывая в состоянии спонтанной медитации, почти не обращая внимания на внешний мир, нигде не работая, наслаждаясь внутренней радостью, наполненностью и естественным покоем. В эти годы ему помогала сестра Юлианна, пригласившая Муджи пожить в её доме. Муджи говорит об этом периоде как о своих «годах в пустыне» и описывает его так: «Как будто Бог качал меня на руках».
В конце 1993 года Муджи отправился в Индию, чтобы посетить Дакшинешвар в Калькутте — место, где жил и учил Шри Рамакришна, тексты которого сильно повлияли на Муджи. Однако, так и не добравшись до Калькутты, Муджи оказался в Индира Нагар в Лакнау, где познакомился со своим гуру — Пападжи. В течение нескольких месяцев Муджи жил в Лакнау и посещал сатсанги Пападжи. Во время одного из сатсангов Пападжи сказал: «Если ты жаждешь быть единым с Истиной — „Ты“ должен совершенно исчезнуть». Услышав эти слова, Муджи почувствовал сильный гнев на учителя и решил немедленно покинуть Лакнау. Но во время небольшой прогулки гнев и осуждение, которые его наполняли, внезапно куда-то исчезли, оставив его ум в покое, пустоте и совершенной любви к Мастеру.
В 1994 году Муджи получил сообщение из Лондона о том, что его старший сын внезапно умер от воспаления легких. Это известие заставило Муджи покинуть Мастера и вернуться в Лондон, однако утрата сына никак не повлияла на тишину и покой, которые установились в сердце Муджи после его пребывания с Пападжи.
В 1997 году Муджи снова приехал к Пападжи. Это была последняя встреча с Мастером. В то время Пападжи был уже сильно болен и с большим трудом передвигался, однако его внутренний свет и присутствие оставались нетронутыми. Вскоре после возвращения из Индии в Лондон, Муджи получает известие об уходе Мастера. На вопрос учеников, что он чувствовал, когда услышал о смерти Пападжи, Муджи отвечает: «Тот Принцип, который проявляет себя через форму Мастера всегда ЗДЕСЬ и СЕЙЧАС. Настоящий Мастер никогда не умирает, умирает мистер. Истинный Мастер — Сат Гуру внутри, единственная Реальность».
С 1999 года Муджи делится истиной в форме спонтанных встреч, сатсангов, ретритов и индивидуальных бесед со многими искателями, которые приезжают к нему со всего мира в поисках прямого осознания Истины. Он один из немногих современных учителей в традиции Адвайты, кто разъясняет «самопознание» и метод «самоисследования» очень просто и доступно, так что это объяснение зачастую не требует от слушателей никакой специальной подготовки и воспринимается непосредственно и легко. Слушатели Муджи отмечают, что энергия, излучаемая в его присутствии, беззвучно объединяет всех окружающих, распространяя безличностную близость, любовь, радость, игру и в то же время — авторитетное влияние Мастера. Его стиль — непосредственный, четкий, сострадательный — зачастую полный юмора. Вся любовь и энергия Муджи направлена на то, чтобы как можно больше людей на планете смогло прикоснуться к изначальной Красоте и познать Истину. Хоть Муджи сам и является просветленным мастером, он предпочитает избегать самого термина «просветление», чаще используя вместо этого термин «пробуждение».
В течение последних лет Муджи много путешествовал по Испании, Италии, Германии, Португалии, Швеции, Северной Америке, Аргентине, Бразилии, Индии, где он проводил сатсанги, встречи, интенсивы и ритриты. Поэтому в настоящее время во многих странах существуют Сангхи Муджи (духовные общины). В 2011 году Муджи впервые посетил Россию и был покорен открытостью русских людей и их страстной жаждой познания Истины. В 2012 году провел серию сатсангов на Украине. В октябре 2013 года снова приезжал в Россию (с 19 по 21 октября провел сатсанги в Москве, а с 25 по 30 октября — «ретрит тишины» под Санкт-Петербургом). Русскоязычная Сангха Муджи является одной из самых больших и продолжает расти по количеству искателей в ней.
До 2011 Муджи проживал в Брикстоне, Англия. В настоящее время он живёт в Монте-Сахаджа, недалеко от города Фуншейра в регионе Алентежу Юго-Западной Португалии, где полным ходом идет строительство ашрама для проведения сатсангов и интенсивов на постоянной основе.

## Учение
Несмотря на то что многие относят Муджи к традиции неоадвайты, сам он в интервью, посвященном этой теме, отмечает: «Честно говоря, я не так уж много знаю о неоадвайте. Я слышал этот термин, но я не знаю, когда он возник, и не знаю, о чём они говорят». Метод Муджи является прямым продолжением учения Шри Рамана Махарши — метода самоисследования через вопрос «Кто я?». Однако Муджи доводит этот метод до абсолютной простоты и делает его доступным даже для тех, кто никогда не изучал никаких священных писаний и далек от духовных практик в привычном понимании. В основе лежит призыв обнаружить, что человек на самом деле не является его физическим телом и умом; все то, что можно воспринимать и за чем можно наблюдать со стороны, не является тобой, все, что можно увидеть как объект, не является чистым, истинным Я (Атманом). Для того чтобы осознать своё истинное Я, необходимо отбросить все концепции, все убеждения, все мысли, идеи, мнения, представления о самом себе и о мире, прошлом, будущем, ощущения, чувства, эмоции, а также вообще все, что можно увидеть со стороны. Необходимо отказаться от отождествления со своим физическим телом и с личностью (ЭГО). «Ты не объект, ты — чистая субъектность», — говорит Муджи. Для этого сначала необходимо обнаружить в себе того, кто наблюдает за всем происходящим (мыслями, ощущениями, чувствами, событиями), войти в состояние «присутствия», а затем осознать, что и этот наблюдатель — тоже может быть наблюдаем. Таким образом «Кто я?» это, по Муджи, единственный вопрос, который не направлен на объект, а направлен на субъект. Муджи называет этот вопрос «вопросом-пираньей», то есть таким вопросом, который в итоге «съедает самого вопрошающего». При этом Муджи говорит о том, что недостаточно понимать это все на уровне ума и что для осознания истинного Я необходимо прямое переживание себя как истинного Я — воспринимающей все и являющейся всем пустоты, на экране которой разворачивается действие всего воспринимаемого проявленного мира, Лилы — божественной игры Абсолюта с самим собой. «Слова не равны опыту. В конечном счете важен опыт. Учение абсолютно бесполезно, если среди тех, кто его практикует, нет таких, кто принял учение настолько, что оно превратилось в опыт», — говорит Муджи.
В своём интервью Брайну Роузу, на вопрос что такое «Бог», Муджи ответил: «Всё что я сказал бы о Боге будет только концептуально. Если бы такой вопрос возник, у меня нет ощущения, что смог бы ответить на него словами, потому что Бог это не объект, это не какая-то вещь. Скорее вещи могут появляться внутри божественной необъятности, можно наверное сказать, они созданы Богом, но я не занимаюсь философскими размышлениями. Я пытаюсь искателя привести к переживанию, где я бы сказал — почему бы нам вместе не посмотреть и увидеть, можем ли мы встретить Бога? Потому что Бог это не личность. Он может проявиться в форме личности и как угодно ещё, но это не есть божественная форма. Вы не сможете надеть форму на Бога и не сможете закрыть Бога в каком-то писании, разве только в какой-то философии. Это всё просто насколько гораздо и гораздо за пределами человеческого мышления и восприятия… Но в то же самое время мы никак не можем существовать независимо от Этой Силы. Мы и есть Это. Но когда Это проявляется каким-либо образом в этой игре жизни и создаёт нам ощущение личности (индивидуальности), тогда очень сложно бывает с некоторыми обусловленностями. Очень сложно такому проявлению постичь величия Того, что я называю Всевышним, но можно переживать само переживание, которое на опыте по-настоящему раскрывает гармонию, лежащую в корне нашего Истинного Бытия. Это что-то, что стоит познания и обнаружения Его в себе. Это не то, что нужно иметь при себе, а то чем мы являемся».

## Семья
- Брат Муджи — Питер Му-Янг (Peter Moo-Young) — член национальной сборной Ямайки по настольному теннису.
- Сестра Черри Грос (Cherry Groce) была случайно расстреляна полицией в 1985 году (см. бунт в Брикстоне[англ.]).

## Книги
- Before I am: The Direct Recognition of Our Original Self — Dialogues with Mooji (До того, как я стал: прямое осознание нашего настоящего Я — Диалоги с Муджи). Arunachala Press. 2008. ISBN 978-81-89658-18-2. (ISBN 81-89658-18-2).
- Breath of the Absolute (Дыхание Абсолюта — Диалоги с Муджи). 2010. ISBN 978-81-88479-61-0.
- Writing on Water: Spontaneous Utterances Insights and Drawings (Надписи на воде: Высказывания и рисунки). Mooji Media. 2011. ISBN 978-1-908408-00-6. (ISBN 978-1-908408-00-6).
- За пределами Я. Прямое осознание истины. (Русское издание книги Before I am: The Direct Recognition of Our Original Self). Mooji Media. 2012. ISBN 978-1-908408-15-0.
- Vaster Than Sky Greater Than Space what you are before you became (Обширнее неба, больше пространства, то чем ты был до того как стал). 2016. ISBN 978-1-908408-23-5.
- White Fire. Spiritual Insights and Teachings of Advaita Master Mooji / Second Edition. Softcover, 432 pages, colour photo edition (Белый огонь. Духовные озарения и учения мастера Адвайты Муджи / второе издание).2020. ISBN 978-1-908408-34-1.